# Варолиев мост
Варо́лиев мост (лат. pons Varolii, от имени Констанцо Варолия), или просто мост (лат. pons), — отдел ствола головного мозга, является вместе с мозжечком частью метэнцефалона, который, в свою очередь, является частью заднего (ромбовидного) мозга. Рострален к продолговатому мозгу (medulla oblongata), каудален к среднему мозгу и вентрален к мозжечку.

## Строение
Границей между мостом и продолговатым мозгом с дорсальной стороны являются мозговые полоски, с вентральной — поперечная борозда; между мостом и средним мозгом — место отхождения IV (блокового) черепного нерва.
С вентральной (передней) стороны мост представляет собой валик с продольным центральным углублением — базиллярной бороздой, sulcus basillaris, в которой лежат артерии, снабжающие головной мозг. Латеральнее её в середине валика мост покидает самый толстый, V (тройничный) черепной нерв.
С дорсальной стороны мост представлен верхней половиной ромбовидной ямки. Над медуллярными полосками представлены лицевые холмики, colliculus faciales. В них залегают ядра VI (отводящего) нерва, вокруг которых делает петлю VII нерв — так называемое колено лицевого нерва. Выше лицевых холмиков — срединное возвышение, eminentia medialis. Латеральнее его — голубое пятно, часть ретикулярной формации.
От моста отходят (из боковых углов ромбовидной ямки) средние ножки мозжечка, они же ручки моста, brachii ponti — толстые проводящие пути. Несколько выше их — верхние ножки мозжечка, они же соединительные ручки, brachium conjuctivum.
В варолиевом мосту в его покрышке (верхней части) залегают ядра следующих нервов: частично — VIII, два ядра VII нерва, VI и V (одно из ядер уходит ниже, ещё одно — выше). Также в нём содержится часть ретикулярной формации, продолжение медиальной петли, относящиеся к слуховым путям трапециевидное тело, ядра верхней оливы и латеральная петля.
В базисе моста проходят нисходящие пути: кортикоспинальный пирамидный тракт, кортикобульбарный, кортикомостовый тракты.

## Функции
Передача информации из спинного мозга в отделы головного. Через мост проходят все восходящие и нисходящие пути, связывающие передний мозг со спинным мозгом, с мозжечком и другими структурами ствола.
Собственные нейроны структуры моста образуют его ретикулярную формацию, ядра лицевого, отводящего нерва, двигательной части ядра тройничного нерва и среднее сенсорное ядро того же нерва.
Кроме того, мост содержит многочисленные центры, ответственные, в частности, за глазные рефлексы, рефлекторное моргание (мигательный рефлекс), моторику кишечника, мочеиспускание и др.